# دفتر درخشنده
دفتر درخشنده (انگلیسی: Radiant Office؛‏ کره‌ای: 자체발광 오피스) مجموعه محصول تلویزیونی کره جنوبی سال ۲۰۱۷ با بازی گو آه سونگ و ها سوک جین است. این مجموعه توسط نویسنده‌ای تازه‌کار نوشته شده که برندهٔ مسابقه فیلم‌نامه‌نویسی درام تلویزیونی ام‌بی‌سی ۲۰۱۶ در دسته‌بندی مینی‌سریال شده است. این مجموعه از ۱۵ مارس تا ۴ مه ۲۰۱۷، روزهای چهارشنبه و پنجشنبه ساعت ۲۲:۰۰ (کی‌اس‌تی) از ام‌بی‌سی برای ۱۶ قسمت پخش شد.

## بازیگران

### اصلی
- گو آه سونگ در نقش اون هو وون
- ها سوک جین در نقش سو وو جین
- لی دونگ هی در نقش دو کی تک
- کیم دونگ ووک در نقش سو هیون
- هویا در نقش جانگ کانگ هو